# Ньюкасл (Австралия)
Ньюка́сл (англ. Newcastle) — город в Австралии, в штате Новый Южный Уэльс. Население около 289 тысяч человек (2007), с пригородами — 523,6 тысяч; это второй город штата после Сиднея по количеству жителей.
Расположен в 162 км к северу от Сиднея, на берегу Тасманова моря в устье реки Хантер.
Порт Ньюкасла является мировым лидером по экспорту каменного угля.
До 1950 года в Ньюкасле действовала трамвайная сеть.

## История
Ньюкасл и нижний регион Хантера традиционно были заняты аборигенами авабакал и ворими, которые называли этот район Малубимба.
В сентябре 1797 года лейтенант Джон Шортленд стал первым европейским поселенцем, исследовавшим этот район. Его открытие области было в значительной степени случайным; поскольку его отправили на поиски нескольких осужденных, которые захватили судно местного производства под названием Камберленд, когда оно плывало из Сиднейской бухты. Вернувшись, лейтенант Шортленд вошел в то, что он позже описал как «очень красивую реку», которую назвал в честь губернатора Нового Южного Уэльса Джона Хантера. Он вернулся с сообщениями о глубоководном порту и об изобилии угля в этом районе. В течение следующих двух лет уголь, добытый в этом районе, стал первым экспортным товаром колонии Новый Южный Уэльс. Ньюкасл приобрел репутацию "адской дыры", поскольку это было место, куда самых опасных заключенных отправляли копать в угольные шахты в качестве сурового наказания за свои преступления. К началу 19-го века устье реки Хантер посещали различные группы людей, включая угольщиков, лесорубов и других беглых заключенных. Филип Гидли Кинг, губернатор Нового Южного Уэльса с 1800 года, решил использовать более позитивный подход к использованию теперь очевидных природных ресурсов долины Хантер. В 1801 году был основан лагерь для заключенных под названием «Королевский город» (названный в честь губернатора Кинга) для добычи угля и распиловки древесины. В том же году в Сидней была отправлена первая партия угля. Поселок закрылся менее чем через год.
В 1804 году снова была предпринята попытка поселения в качестве места вторичного наказания непослушных заключенных. Поселение называлось Угольная река, также Кингстаун, а затем переименовано в Ньюкасл в честь известного угольного порта Англии. Имя впервые появилось в комиссии, выданной губернатором Кингом 15 марта 1804 года лейтенанту Чарльзу Мензису из морского отряда на HMS Calcutta, затем в Порт-Джексоне, назначив его суперинтендантом нового поселения. Новое поселение, состоящее из заключенных и военной гвардии, прибыло к реке Хантер 27 марта 1804 года на трех кораблях: HMS Lady Nelson, Resource и James. Осужденные были мятежниками из восстания осужденных на Касл-Хилл в 1804 году. Связь с Ньюкасл-апон-Тайн, Англия (его тезка), а также с местом, откуда приехали многие шахтеры 19-го века, все еще очевидна в некоторых топонимах, таких как Джесмонд, Хексхэм, Уикхэм, Уолсенд и Гейтсхед. Морпет, Новый Южный Уэльс, находится на таком же расстоянии к северу от Ньюкасла, что и Морпет, Нортумберленд находится к северу от Ньюкасл-апон-Тайн. При капитане Джеймсе Уоллисе, коменданте с 1815 по 1818 год, условия содержания заключенных улучшились, и начался строительный бум. Капитан Уоллис проложил улицы города, построил первую церковь на месте нынешнего англиканского собора Крайст-Черч, возвел старую тюрьму на берегу моря и начал работы на моле, который теперь соединяет Ноббис-Хед с материком. Качество этих первых построек было плохим, и сохранился только (сильно укрепленный) волнорез. В этот период, в 1816 году, в Восточном Ньюкасле была построена самая старая государственная школа в Австралии. Ньюкасл оставался исправительным поселением до 1822 года, когда поселение было открыто для земледелия. В исправительной колонии военное правление было суровым, особенно в заливе Лаймбернерс, на внутренней стороне полуострова Стоктон. Туда осужденных отправляли сжигать раковины устриц для изготовления извести. Военное правление в Ньюкасле закончилось в 1823 году. Число заключенных было сокращено до 100 (большинство из них было занято на строительстве волнолома), а остальные 900 были отправлены в Порт-Маккуори.
После удаления последних осужденных в 1823 году город был освобожден от пресловутого влияния уголовного закона. Он начал приобретать вид типичного австралийского поселения первопроходцев, и постоянный поток свободных поселенцев хлынул во внутренние районы. Формирование в девятнадцатом веке пароходной компании Newcastle and Hunter River привело к созданию регулярных пароходных перевозок из Морпета и Ньюкасла в Сидней. Компания имела флот грузовых судов, а также несколько скоростных пассажирских судов, в том числе PS Newcastle и PS Namoi. На Namoi были первоклассные каюты с новейшими удобствами. Из-за поставок угля небольшие корабли курсировали между Ньюкаслом и Сиднеем, Брисбеном, Мельбурном и Аделаидой, доставляя уголь на газовые заводы и бункеры для судоходства и железных дорог. Они были широко известны как «шестьдесят миль», обозначая морское путешествие между Ньюкаслом и Сиднеем. Эти корабли оставались в строю до недавнего времени.
Во время Второй мировой войны Ньюкасл был важным промышленным центром австралийских военных действий. Рано утром 8 июня 1942 года японская подводная лодка И-21 ненадолго обстреляла Ньюкасл. Среди пострадавших районов города были верфи, сталелитейный завод, Парнелл-плейс в Ист-Энде города, брейкволл и океанские ванны в стиле ар-деко. В ходе атаки пострадавших не было, ущерб был минимальным. Порт Ньюкасла остается экономическим и торговым центром богатой ресурсами долины Хантер, а также большей части севера и северо-запада Нового Южного Уэльса. Ньюкасл - крупнейший в мире порт для экспорта угля, а также старейший и второй по величине тоннажный порт Австралии, с более чем 3 000 морских судов, обрабатывающих грузы объемом 95,8 млн тонн в год, из которых экспорт угля составил 90,8 млн тонн в 2008–2009 годах. Экологические группы противодействуют объемам экспортируемого угля и попыткам увеличения экспорта угля. В Ньюкасле была судостроительная промышленность, включая верфь острова Уолш и инженерные заводы, государственную верфь и верфь Форгакса. В последние годы единственным крупным контрактом на строительство судов, полученным в этом районе, было строительство минных охотников класса Huon. Эпоха развитой тяжелой промышленности прошла, когда сталелитейный завод закрылся в 1999 году. Многие из оставшихся производств обрабатывающей промышленности расположились писателей-охотнирода.
В Ньюкасле находится один из старейших театральных районов Австралии. Театр Виктории на Перкинс-стрит - старейший специально построенный театр в стране. Театральный квартал, который занимал территорию вокруг нынешнего торгового центра Хантер-стрит, исчез в 1940-х годах. В старом центре города в последние годы было построено несколько новых квартир и отелей, но уровень занятости в коммерческих и торговых помещениях остается низким, в то время как альтернативные пригородные центры стали более важными. Сам центральный деловой район смещается на запад, в сторону главного района обновления города, известного как «Жимолость». Это обновление, которое продлится еще 10 лет, является важной частью сдерживания переезда бизнеса и жителей в пригород. Коммерческое обновление сопровождалось культурным возрождением. В городе есть яркая арт-сцена, в том числе известная картинная галерея и действующий Центр писателей-охотников. Недавние художественные репрезентации (например, «Стальная река» Антуанетты Эклунд) представляют новое видение города, используя историческое прошлое города в качестве фона для современной художественной литературы. В старом центральном деловом районе, расположенном в восточной части Ньюкасла, до сих пор сохранилось значительное количество исторических зданий, среди которых преобладает собор Крайст-Черч, резиденция англиканского епископа Ньюкасла. Среди других примечательных зданий - форт Скретчли, океанские бани, старая таможня, ратуша 1920-х годов, Институт Лонгворта 1890-х годов (когда-то считавшийся лучшим зданием в колонии) и Университетский дом 1930-х годов в стиле ар-деко (бывший дом NESCA, замеченный в фильм Возвращение Супермена).

## Спорт
В апреле 2008 года город принимал хоккейный чемпионат мира второго дивизиона.

## Города-побратимы
- Аркейдия